# Mikołaj Hajduk
Mikołaj Hajduk (ur. 29 kwietnia 1933 w Kobylance, zm. 2 września 1998 w Białymstoku) - pedagog, dziennikarz, poeta, prozaik i krajoznawca. 

## Życiorys
Autor wielu artykułów o tematyce folklorystycznej, historycznej i kulturalnej, zamieszczanych w Niwie, Czasopisie i Przeglądzie Prawosławnym. Autor esejów historycznych "Paratunak", opowiadań osnutych na historii "Tryzna", zbioru legend "Białowieskie opowieści" i opracowania "Unia Brzeska. 1596". Wraz z żoną Lidią napisał 11 podręczników do nauczania języka i literatury białoruskiej. Członek Związku Literatów Polskich i Związku Pisarzy Białoruskich. Dyrektor Liceum Ogólnokształcącego z Białoruskim Językiem Nauczania w Bielsku Podlaskim (1965–1971).
Zmarł w wieku 65 lat, został pochowany na cmentarzu Wszystkich Świętych w Białymstoku.

## Upamiętnienie
Patron ulicy na osiedlu Nowe Miasto w Białymstoku.